# Berggeschrey
 (30 novembre 2024).
Le contenu est difficilement compréhensible vu les erreurs de traduction, qui sont peut-être dues à l'utilisation d'un logiciel de traduction automatique.
Le Berggeschrey ou Berggeschrei (“cri de montagne”) est une expression allemande qui désigne la circulation rapide d'une information sur de riches découvertes de minerais, qui ont conduit au développement rapide d'une zone minière, comme ce fut le cas au début de l'exploitation du minerai d'argent dans les Monts Métallifères en Europe centrale. D'une certaine manière, cela est comparable à la ruée vers l'or en Amérique du Nord.

## Premier Berggeschrey

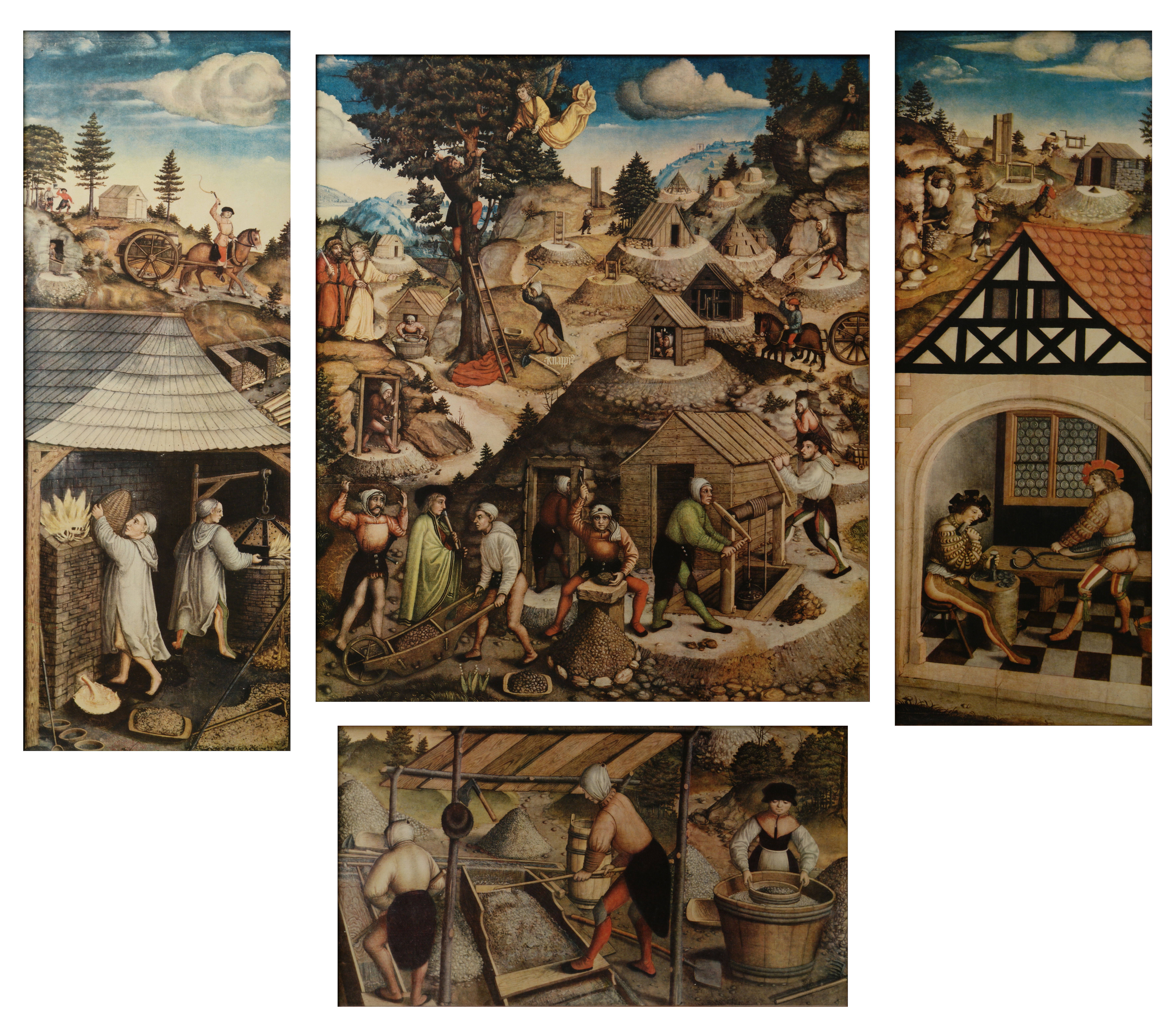
Représentation de l'exploitation minière historique sur l'autel de l'Annaberg de 1522

Dès les premières implantations humaines, de petites découvertes d'étain, de fer et de cuivre ont eu lieu.
Mais lorsque de riches découvertes d'argent furent faites dans la région de Freiberg en 1168, elles déclenchèrent le premier Berggeschrey. La nouvelle de la richesse en argent amena rapidement des mineurs, des commerçants, des charbonniers et des vagabonds dans cette région alors inhospitalière. « Partout où vous voulez chercher quelque chose, vous pouvez le faire avec le droit », avait affirmé le margrave de Meissen, détenteur des droits d'usage des montagnes (Bergregal), aux colons affluant dans le pays. Afin de s'installer, les mineurs, originaires pour la plupart de la région du Harz, furent affranchis des impôts féodaux payés aux propriétaires terriens et purent ainsi se consacrer entièrement à leur travail. Cependant, ils devaient payer un impôt direct au souverain sous la forme de la dîme.

## Deuxième ou Grand Berggeschrey
Au fil des siècles, la recherche de minerai s'est étendue aux crêtes des monts Métallifères. Trois cents ans après le premier Berggeschrey, de riches gisements de minerai d'argent ont été découverts en 1470 à Schneeberg, et en 1491/92 à Schreckenberg dans l'actuelle Annaberg-Buchholz. Cette nouvelle a donné naissance au deuxième Berggeschrey, mieux connu sous le nom de Grand Berggeschrey. Une activité minière animée et l'afflux associé de personnes en provenance d'autres régions se sont répandus dans tout l'Erzgebirge.
En plus des mineurs, la nouvelle de ces découvertes a également attiré de riches marchands en tant qu'investisseurs et, par conséquent, l'exploitation de l'argent a commencé à prospérer rapidement. Dans le même temps, l'exploitation minière des métaux non ferreux a également connu un essor, car l'argent, le cuivre et l'étain se trouvent dans les gisements courants des Monts Métallifères.
À la fin du XVe siècle, l'Erzgebirge était beaucoup plus densément peuplé qu'auparavant. À cette époque, les villes minières de Sankt-Joachimsthal (en Tchéquie), Annaberg-Buchholz, Schneeberg et Marienberg ont vu le jour.

## Troisième Berggeschrey

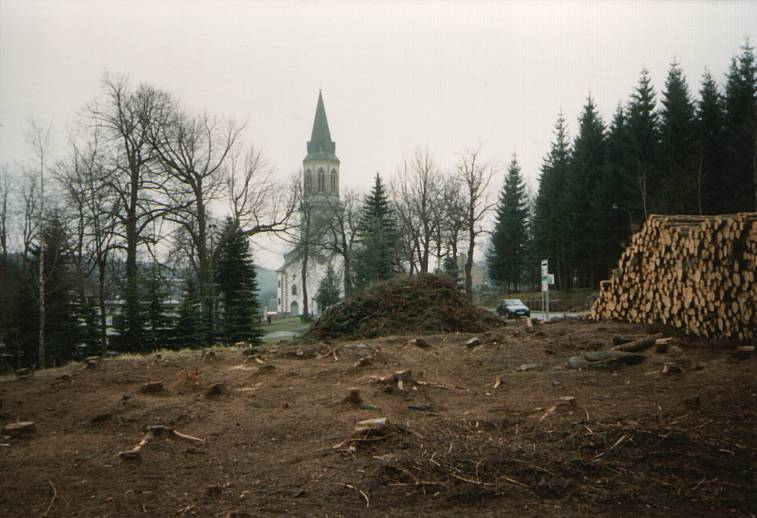
Certaines parties de la vieille ville de Johanngeorgenstadt ont été démolies et reboisées à partir de 1953 en raison de l'affaissement du sol.

Les deux côtés des monts Métallifères (y compris les parties qui se trouvent aujourd'hui en République tchèque) ont joué un rôle important dans l'histoire de la découverte de la radioactivité. La localité type du minerai d'uranium pechblende, encore important aujourd'hui, se trouve dans les monts Métallifères. Le nom vient également de la langue des mineurs des Monts Métallifères et indique la prétendue inutilité de ce minéral. Ce n'est qu'au XVIIIe siècle que Martin Heinrich Klaproth réussit à extraire le métal du minerai – il l'appela « uranium » en l'honneur de la planète Uranus récemment découverte. Cependant, les applications de ce métal lourd étaient très limitées jusqu'à la fin du XIXe siècle. Avec la découverte de la radioactivité, l'uranium a soudainement acquis des applications scientifiques, tout comme son produit de désintégration, le radium, pendant un certain temps. Jusque dans les années 1920, des tonnes d'uranium étaient rebutées lors de l'extraction du radium afin d'obtenir le métal alcalino-terreux radioactif tant recherché.
Près de huit cents ans après le premier Berggeschrey, l'atmosphère de la ruée vers l'or éclata à nouveau dans l'Erzgebirge dans les années d'après-guerre, à partir de 1946, avec l'exploitation de l'uranium par le SDAG Wismut. En raison de l'augmentation rapide et continue de l'activité, la population de certaines localités, comme Johanngeorgenstadt, a de nouveau fortement augmenté. Au début de l'exploitation minière du bismuth, l'environnement a été soumis à des pressions considérables ; les centres-villes historiques et les infrastructures (par exemple le bâtiment thermal et les installations de l'ancien bain de radium Schlema de renommée internationale) ont été détruits. Les mineurs de Wismut étaient fortement exposés à de mauvaises conditions de travail, aux radiations et aux toxines, ce qui avait de graves conséquences sur leur santé. En particulier dans la phase initiale, la ventilation était inadéquate, permettant au radon de s'accumuler localement, ce qui, associé à la silicose et au tabagisme généralisé, a entraîné une augmentation de l'incidence du cancer du poumon.
Outre l'argent et l'uranium, l'étain, le fer, le cuivre, l'arsenic, le plomb, le cobalt, le nickel, le bismuth, le tungstène et le zinc étaient également extraits de l'Erzgebirge.

## Période post-réunification
Avec le tournant politique en RDA, les opérations minières du SDAG Wismut furent complètement arrêtées après 1990. Cela signifie que le plus grand employeur et l'activité économique la plus importante de la région ont soudainement disparu. L'exploitation minière de chaux dans la localité de Lengefeld est la dernière mine de Saxe en exploitation du côté allemand de l'Erzgebirge. L'ensemble de la région minière de l'Erzgebirge, avec ses témoignages miniers en surface, ses mines de démonstration, ses monuments, ses sentiers pédagogiques miniers et les traditions des habitants, témoigne de ces trois époques de l'exploitation minière.
Depuis environ 2010, le terme Berggeschrey est utilisé pour désigner à nouveau les projets d'extraction de minerais dans l'Erzgebirge. L'évolution des prix des matières premières rend certaines mines à nouveau rentables - peut-être à temps pour capitaliser sur l'expérience de ceux qui sont à l'origine de la tradition minière. En 2013, l'extraction de fluorine et de barytine a commencé dans le puits de Niederschlag, déjà connu depuis l'ère du Wismut.
La « Région minière Erzgebirge/Krušnohoří » est inscrite au patrimoine mondial de l'UNESCO depuis 2019.